# Bauleitplanung

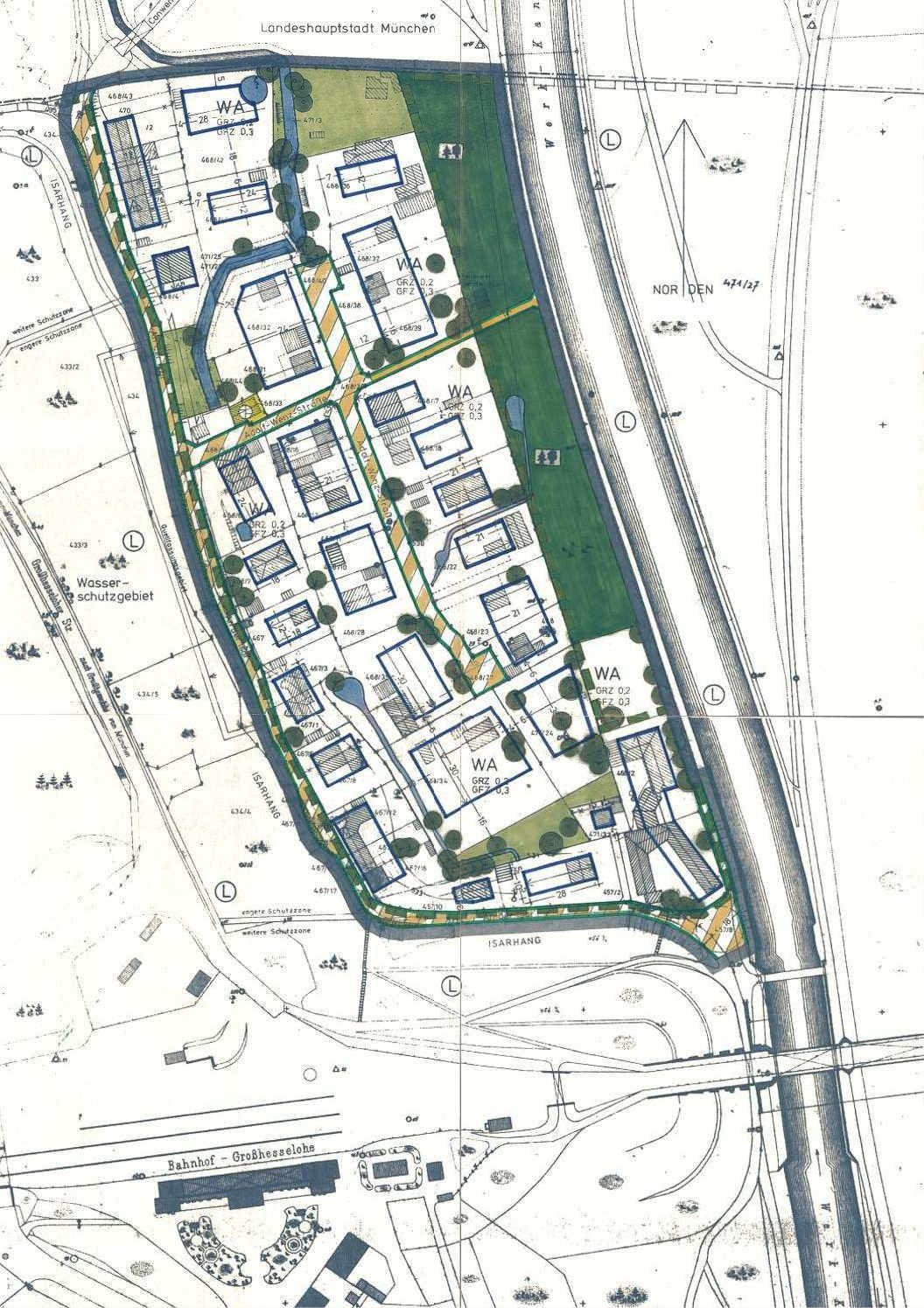
Beispiel eines Bebauungsplans (Pullach im Isartal)

Die Bauleitplanung ist das wichtigste Planungswerkzeug zur Lenkung und Ordnung der städtebaulichen Entwicklung einer Gemeinde in Deutschland. Das in Österreich gebräuchliche Verfahren nennt sich Örtliche Raumordnung und ist ähnlich zum deutschen Vorgehen aufgebaut, wenngleich Unterschiede bestehen. Die Raumplanung in der Schweiz wiederum weicht im Vorgehen aufgrund des ausgeprägten Föderalismus grundlegend von der in Deutschland und Österreich ab.
Dieser Artikel behandelt das deutsche Verfahren.

## Verfahrensaufbau
Die Bauleitplanung wird zweistufig in einem formalen bauplanungsrechtlichen Verfahren vollzogen, das im Baugesetzbuch (BauGB) umfassend geregelt ist. Zunächst wird in der vorbereitenden Bauleitplanung ein Flächennutzungsplan für das gesamte Gemeindegebiet aufgestellt (§§ 5–7 BauGB). In der verbindlichen Bauleitplanung werden sodann Bebauungspläne für räumliche Teilbereiche des Gemeindegebiets aufgestellt (§§ 8–10 BauGB). Während der Flächennutzungsplan nur behördenverbindliche Darstellungen über die Grundzüge der Bodennutzung enthält, regeln die Festsetzungen der Bebauungspläne die bauliche und sonstige Nutzung von Grund und Boden detailliert und allgemeinverbindlich. Die Bebauungspläne bestimmen somit wesentliche bauplanungsrechtliche Voraussetzungen, unter denen die Bauaufsichtsbehörden für Bauvorhaben Baugenehmigungen erteilen. 
Sofern Bauvorhaben nach Maßgabe der Bauordnungen der Länder von einer Baugenehmigung freigestellt sind (sog. Genehmigungsfreistellungsverfahren), müssen die Bauherren die planungsrechtlichen Festsetzungen des Bebauungsplans eigenverantwortlich einhalten.

## Rolle der Gemeinden
Für die Aufstellung der Bauleitpläne sind die Gemeinden in kommunaler Selbstverwaltung zuständig (kommunale Planungshoheit). Im Rahmen der Gesetze können sie somit ihre städtebauliche Entwicklung eigenverantwortlich steuern. Sie unterliegen dabei der Rechtsaufsicht höherer Verwaltungsbehörden und der Normenkontrolle der Justiz.
Bei der Bauleitplanung müssen die Gemeinden Ziele der Raumordnung, die sich aus Raumordnungsplänen ergeben, beachten (§ 1 Abs. 4 BauGB, Anpassungspflicht) sowie öffentliche und private Belange berücksichtigen (§ 1 Abs. 7 BauGB, Abwägungspflicht).

## Rechtliche Anforderungen
§ 1 BauGB stellt auch im Übrigen hohe Anforderungen an die Bauleitplanung. Bauleitpläne sollen eine nachhaltige städtebauliche Entwicklung gewährleisten, vorrangig mit Maßnahmen der Innenentwicklung. Nach den dort festgelegten Grundsätzen sollen Bauleitpläne u. a. dazu beitragen, eine menschenwürdige Umwelt zu sichern und die natürlichen Lebensgrundlagen zu schützen und zu entwickeln. Zum Beispiel ist in § 1 Abs. 6 Nr. 7 festgelegt, dass bei der Aufstellung der Bauleitpläne „die Belange des Umweltschutzes, des Naturschutzes und der Landschaftspflege, insbesondere des Naturhaushaltes, des Wassers, der Luft und des Bodens einschließlich seiner Rohstoffvorkommen sowie das Klima“ zu berücksichtigen sind. Die Bauleitplanung wird daher in der Regel durch die Landschaftsplanung naturschutzfachlich begleitet und enthält regelmäßig einen gesonderten Umweltbericht.

## Öffentlichkeitsbeteiligung
In Deutschland ist für die Bauleitplanung die Beteiligung der Öffentlichkeit gesetzlich geregelt. Beteiligt werden sollen dabei einerseits die sogenannten Träger öffentlicher Belange, also Verbände, Vereine und organisierte Interessengruppen, die unter anderem die Belange des Natur- und Umweltschutzes, des Denkmalschutzes und so weiter einbringen. Zum anderen ist allen interessierten Personen die Gelegenheit zu geben, sich mit Einwendungen zu dem Vorhaben zu äußern. Aufgrund der sehr hohen Zahl an entsprechenden Planungsverfahren in Deutschland, macht die Bauleitplanung damit den Großteil der sogenannten formellen (also: gesetzlich geregelten) Bürgerbeteiligung aus.
Das Baugesetzbuch sieht die Möglichkeit einer zweistufigen Bürgerbeteiligung vor, wobei die erste Stufe für die Vorhabenträger freiwillig, während die zweite Stufe verpflichtend durchzuführen ist. Die frühzeitige Öffentlichkeitsbeteiligung (1. Stufe) soll es ermöglichen, noch während der Planungsphase Rückmeldungen von den vom Planungsvorhaben berührten Behörden, Gruppen und Personen einzuholen. So ist die Öffentlichkeit „möglichst frühzeitig über die allgemeinen Ziele und Zwecke der Planung, sich wesentlich unterscheidende Lösungen, die für die Neugestaltung oder Entwicklung eines Gebiets in Betracht kommen, und die voraussichtlichen Auswirkungen der Planung öffentlich zu unterrichten; ihr ist Gelegenheit zur Äußerung und Erörterung zu geben. Auch Kinder und Jugendliche sind Teil der Öffentlichkeit im Sinne des Satzes 1.“ Die gewonnenen Rückmeldungen zu einem frühen Zeitpunkt machen weitreichende Planungsänderungen leichter. Es liegt im Ermessen des Vorhabenträgers, ob er von diesem Instrument gebrauch machen möchte.
Die 2. Stufe ist die öffentliche Auslegung des fertiggestellten Plans. In einer festgelegten Frist von einem Monat (mindestens 30 Tagen) können hierzu Einwendungen vorgebracht werden. Die Öffentlichkeit ist über die Beteiligungsverfahren durch ortsübliche Bekanntmachungen zu informieren. In aller Regel ist dies mindestens das kommunale Amtsblatt, zumeist ergänzt durch Veröffentlichungen auf der Internetpräsenz der Gemeinde. Der Vorhabenträger ist dazu verpflichtet, alle eingehenden Hinweise zu prüfen und abzuwägen, er muss diese jedoch nicht übernehmen. Erst nach erfolgter Auslegung kann beispielsweise ein Bebauungsplan in die politische Beschlussfassung gegeben werden. Die (formell) fehlerhafte Durchführung dieses Vorgangs kann zur Nichtigkeit des Bauleitplanes führen.

## Geschichtliche Entwicklung
Das nachfolgende Kapitel bezieht sich ausschließlich auf die preußische Entwicklung der Bauleitplanung und, nach dem Zweiten Weltkrieg, auf die westdeutsche Entwicklung, da diese für die heutige Verfahrensart die meisten Impulse geliefert haben.

### Vor 1875 – Polizeibehördliche Fluchtlinienfestsetzung
Seit der ersten Hälfte des 19. Jahrhunderts gab es Fluchtlinienfestsetzungen, die von der Polizei getroffen wurden. Hierunter fielen Fluchtlinien- und Bebauungspläne. In den Plänen wurden Festlegungen zur Straßenführung getroffen. Die Fluchtlinienpläne umfassten eine Straße; die Bebauungspläne wurden für größere Gebiete aufgestellt. Die Planungskompetenz hatte die staatliche Baupolizei, welche die örtliche Polizeibehörde aufforderte, Baupläne aufzustellen, die königlich genehmigt werden mussten.
Mit einem preußischen Erlass von 1855 wurde das Aufstellen von städtischen Bauplänen geregelt. Der Erlass befasste sich lediglich mit den Bebauungsplänen. Die Initiative für die Planaufstellung lag nun bei der Polizeibehörde der Gemeinde, jedoch sollten die Kommunalbehörden „gleichmäßig mitwirken“. Neben der Mitwirkung der Gemeinde wurde die Offenlegung von acht Tagen eingeführt, die Betroffenen die Möglichkeit für Einwendungen innerhalb von vier Wochen eröffnete. Anschließend wurde bei der Bezirksregierung über den Plan entschieden. Gab es während des Verfahrens keine Einigung zwischen der Gemeinde und der Polizeibehörde, entschied die Bezirksregierung vorher und führte dann die Offenlegung durch.

### 1875 bis 1945 – Preußisches Fluchtliniengesetz
Die weitere Geschichte der Bauleitplanung baute auf dem Badischen Fluchtliniengesetz von 1868 als erstem deutschen Fluchtliniengesetz und auf dem Preußischen Fluchtliniengesetz von 1875 (historisch auch Straßen- und Baufluchtengesetz genannt) auf. Das Preußische Fluchtliniengesetz (Gesetz, betreffend die Anlegung und Veränderung von Straßen und Plätzen in Städten und ländlichen Ortschaften) vom 2. Juli 1875 (GS S. 561) legte die Initiative für die Planaufstellung für Bebauungs- und Fluchtlinienpläne in die Hand der Gemeinde. Auch musste der Plan von der Gemeindevertretung gebilligt werden und eine Zustimmung der Polizeibehörde vorliegen. Das oben genannte Offenlegungsverfahren wurde in das Gesetz übernommen und durch eine Beteiligung der betroffenen Behörden ergänzt. Ihnen musste zur Wahrung ihrer Interessen Gelegenheit gegeben werden. Zusätzlich zu den Bauplänen gab es später Polizeiverordnungen, die Art und Maß der baulichen Nutzungen festsetzten. Dies geschah jedoch ohne Beteiligung der Bürger und Behörden, aber mit einer Abstimmung zwischen der kommunalen Führung und der Polizei. Ein Erlass aus dem Jahre 1876 legte die Gestaltung der Pläne hinsichtlich Maßstab, Darstellung (Planzeichen), Faltung und erforderlicher Anlagen (z. B. Verzeichnis der zu enteignenden Grundeigentümer) fest.
Eine Verfügung von 1906 ergänzte das Fluchtliniengesetz. Hier wurde die Abstimmung mit den Nachbargemeinden eingeführt, da die rasch wachsenden Städte besonders im Ruhrgebiet aneinander stießen. Die zuständigen Kommunal- und Polizeibehörden sollten sich in Bezug auf die Bauzonen und Straßenführungen untereinander abstimmen. Im selben Jahr erließ der Minister für öffentliche Arbeit eine weitere Verfügung, in der allgemeine Bebauungspläne eingeführt wurden. Dieser Vorgänger des heutigen Flächennutzungsplans war ein behördeninterner, unverbindlicher Vorentwurf für spätere Bebauungs- und Fluchtlinienpläne. Bei diesen Plänen gab es keine Abstimmung mit Eigentümern und Behörden.
1914 sollte eine ministerielle Verfügung den Interessenausgleich zwischen Gemeinde und Betroffenen fördern. Hier wurde über die Offenlage hinaus festgesetzt, dass die betroffenen Eigentümer informiert werden sollten. Durch das Wohnungsgesetz von 1918 wurde das Fluchtliniengesetz um Vorschriften ergänzt, die den Stellenwert öffentlicher Plätze zur Erholung erhöhten und auch die Schaffung von Klein- und Mittelwohnungen vereinfachten.
1911 wurde ein Zweckverbandsgesetz erlassen, das die freiwillige, gemeinschaftliche Festsetzung von Straßen- und Baufluchtlinienplänen regelte. Im gleichen Jahr wurde ein Zweckverband Groß-Berlin gegründet, der die damals kreisfreien Städte Berlin, Charlottenburg, Spandau, Schöneberg, Rixdorf, Wilmersdorf, Lichtenberg sowie die Landkreise Teltow und Niederbarnim einschloss. Er erhielt die Aufgabe, sich an den Bauplänen und Baupolizeiordnungen zu beteiligen. Im heutigen Ruhrgebiet wurde 1920 der Siedlungsverband Ruhrkohlenbezirk gesetzlich gegründet. Er übernahm die bauleitplanerische Zuständigkeit der Gemeinden und der Polizei und erstellte einen regionalplanerischen Verbandsplan, der vorbereitenden Charakter hatte.
Ein Städtebaugesetz wurde 1926 vorgelegt, allerdings nicht verabschiedet. Hier wurde der vorbereitende Bauleitplan Flächenaufteilungsplan genannt. Dieser Gesetzentwurf wurde 1931 mit einigen Änderungen wieder aufgegriffen. Der vorbereitende Bauleitplan wurde nun Wirtschaftsplan genannt, außerdem wurde das Erlassen der Bauvorschriften den Gemeinden zugesprochen, so dass die Bauleitplanung an einer Stelle vereint wurde.

### 1945 bis 1960 – Aufbaugesetzgebung
Nach dem Zweiten Weltkrieg wurde die Bauleitplanung vom Wiederaufbau geprägt. Die Umorganisation der Polizei legte die Festsetzung von Fluchtlinienplänen in die Hand der Großstädte und Kreise. Die Polizeibehörden sollten jedoch bei verkehrstechnischen Belangen gehört werden. 1950 wurden in den Ländern Aufbaugesetze nach dem sogenannten Lemgoer Entwurf erlassen. Diese regelten das Festsetzen von Aufbaugebieten, das den Gemeinden als Pflichtaufgabe zugeteilt wurde. Zum ersten Mal war die Zuständigkeit für die Planung allein bei der Gemeinde. Allerdings bedurften die Planungen der Zustimmung der übergeordneten Behörde. Auch hier wurde wieder in verbindliche und vorbereitende Bauleitplanung unterteilt. Neben den verbindlichen Durchführungsplänen der Aufbaugebiete gab es den vorbereitenden Leitplan für das gesamte Stadtgebiet. Der Leitplan und der Durchführungsplan mussten für vier Wochen offengelegt werden, wodurch zum ersten Mal eine Beteiligung schon in der vorbereitenden Bauleitplanung stattfand. Ebenso wie die Erklärung zum Aufbaugebiet musste der Leitplan vom zuständigen Fachminister (die Erklärung zum Aufbaugebiet von der zuständigen obersten Landesbehörde) und nach 1952 von der höheren Verwaltungsbehörde genehmigt werden.
Neben den Gemeinden, welche die Planung nach dem Aufbaugesetz durchführten, gab es Wohnsiedlungsgemeinden, die Wirtschaftspläne und Fluchtlinienpläne nach dem Wohnsiedlungsgesetz von 1946 aufstellten, sowie Gemeinden, die nach dem preußischen Fluchtliniengesetz Flächennutzungs- bzw. Aufteilungspläne und Fluchtlinienpläne aufstellten.

### 1960 bis 1986 – Bundesbaugesetz
Erst mit dem Bundesbaugesetz von 1960 (BBauG) kam es zu einer einheitlichen gesetzlichen Regelung für das gesamte Bundesgebiet, die in den Grundzügen bis heute gleich geblieben ist. Der Flächennutzungsplan und der Bebauungsplan wurden als zweistufige Bauleitplanung eingeführt. Am Verfahren war neu, dass öffentliche und private Belange gegeneinander gerecht abzuwägen waren (§ 1 Abs. 4 Satz 2 BBauG). Die Beteiligung der Träger öffentlicher Belange wurde für die verbindliche wie für die vorbereitende Bauleitplanung in das Gesetz aufgenommen, ebenso das Offenlegungsverfahren, welches vorher nur im Aufbaugesetz auch für den vorbereitenden Bauleitplan gesetzlich geregelt war. Die Aufgabe der Aufsichtsbehörde wurde zur reinen Rechtskontrolle. Pläne aus der Zeit vor dem BBauG konnten unter bestimmten Voraussetzungen übergeleitet werden. Weitere Einzelheiten regelte die Baunutzungsverordnung seit 1. August 1962.
Mit der Novelle des BBauG von 1976 wurde die frühzeitige Bürgerbeteiligung nach der Vorlage des Städtebauförderungsgesetzes von 1971, das Regelungen über städtebauliche Sanierungs- und Entwicklungsmaßnahmen enthielt, in die Bauleitplanung aufgenommen.
Mit der Beschleunigungsnovelle von 1979 sollte das Bauleitplanverfahren vereinfacht werden und es wurden erweiterte Regelungen zur Heilung von Verletzungen bei der Aufstellung der Bauleitpläne aufgenommen. Für die Beteiligung der Träger öffentlicher Belange an der Bauleitplanung wurde die Festsetzung einer Frist ermöglicht. Auch wurde das Parallelverfahren und das vereinfachte Bebauungsplanverfahren eingeführt.

### 1986 bis heute – Baugesetzbuch
1986 wurde das Baugesetzbuch (BauGB) erlassen, welches das Bundesbaugesetz von 1960 und das Städtebauförderungsgesetz von 1971 zusammenfasste, ergänzte und ablöste. Bebauungspläne mussten nun unter bestimmten Voraussetzungen nicht mehr genehmigt, sondern nur noch angezeigt werden. Mit dem Maßnahmengesetz zum BauGB von 1990 wurde das Bauleitplanverfahren erleichtert, indem Verfahrensschritte verkürzt oder zusammengelegt wurden.
Durch das Investitionserleichterungs- und Wohnbaulandgesetz von 1993 wurde das BauGB und das BauGB-Maßnahmengesetz nur geringfügig geändert. In das BauGB-Maßnahmengesetz wurde der Vorhaben- und Erschließungsplan und der städtebauliche Vertrag aus der Bauplanungs- und Zulassungsverordnung der Deutschen Demokratischen Republik von 1990, die bisher in § 246a Abs. 1 BauGB nur für die neuen Bundesländer und Ost-Berlin galten, übernommen (§§ 8 und 9 BauGB-Maßnahmengesetz). Außerdem wurde das BauGB-Maßnahmengesetz, das bisher nur in den alten Bundesländern galt, auf das gesamte Bundesgebiet ausgeweitet.
Die Novellierung von 1998 brachte nur geringfügige Änderungen am Verfahren der Bauleitplanung. Die Vorschriften des BauGB-Maßnahmengesetzes wurden teilweise in das BauGB übernommen. Das Anzeigeverfahren für Bebauungspläne wurde abgeschafft. Wichtig waren damals vor allem inhaltliche Änderungen zum Beispiel zu umweltschützenden Belangen (§ 1a BauGB) oder zu neuen Verfahren der Bauleitplanung über Vorhaben- und Erschließungspläne (§ 12 BauGB).
Durch das Europarechtsanpassungsgesetz Bau wurde im Jahr 2004 die strategische Umweltprüfung oder auch Plan-Umweltprüfung in das Bauleitplanverfahren integriert. Weitere Änderungen wurden am 1. Januar 2007 durch eine weitere BauGB-Novellierung wirksam, vor allem das beschleunigte Verfahren (§ 13a BauGB) für solche Planungen, die der Innenentwicklung dienen. Am 13. Mai 2017 trat eine weitere Änderung des BauGB in Kraft. Die zahlreichen Änderungen umfassen u. a. Erleichterungen für Wohnungsbau im Außenbereich (§ 13b BauGB), sofern dieser an den Innenbereich anschließt und die Einführung eines neuen Gebietstyps „Urbanes Gebiet“ zur Nachverdichtung von Gemengelagen (§ 6a BauNVO). § 13b BauGB wurde in Reaktion auf ein Urteil des BVerwG, das § 13b für europarechtswidrig hielt, zum 1.1.2024 aufgehoben.